# Walter N. Hardy
Walter Newbold Hardy  (* 25. März 1940 in Vancouver) ist ein kanadischer Physiker.
Hardy studierte an der  University of British Columbia mit dem Bachelor-Abschluss in Mathematik und Physik 1961 und der Promotion 1965. Als Post-Doktorand war er am CEA in Saclay. 1966 bis 1971 arbeitete er für Rockwell International. 1971 wurde er Associate Professor und 1980 Professor an der University of British Columbia.
Er befasst sich mit Hochtemperatursupraleitern, etwa mit Kristallwachstums-Methoden für diese Materialien, und mit der Entwicklung von Mikrowellen-Messtechniken.
2002 erhielt er den Fritz London Memorial Prize für seine Untersuchung zu d-Wellen Pairing beim Hochtemperatursupraleiter Yttrium-Barium-Kupferoxid. 1978 erhielt er den Steacie Preis und  die Herzberg Medal der Canadian Association of Physicists. Er war 1972 bis 1974 Sloan Fellow und 1984 bis 1986 Killam Fellow. 1996 war er Gastprofessor in Groningen und 1980/81 an der École normale supérieure (Paris). 2003 wurde er Fellow der American Physical Society. Mit Doug Bonn und Ruixing Liang erhielt er den Brockhouse Canada Prize for Interdisciplinary Research in Science and Engineering, dafür dass es ihnen gelungen war Kristalle von Hochtemperatursupraleitern in höchster Qualität zu züchten, die sie auch an andere Labore weltweit weitergaben.
Seit den 2000er Jahren ist er Mitglied der ALPHA-Kollaboration (Antihydrogen Laser Physics Apparatus) am CERN, in der die Eigenschaften von Anti-Wasserstoff mit Laserspektroskopie untersucht werden.